# Coelichneumon bellatulus
Coelichneumon bellatulus är en stekelart som först beskrevs av Cameron 1884.  Coelichneumon bellatulus ingår i släktet Coelichneumon och familjen brokparasitsteklar. Inga underarter finns listade i Catalogue of Life.